# Prendeignes
Prendeignes ist eine französische Gemeinde mit 232 Einwohnern (Stand 1. Januar 2022) im Département Lot in der Region Okzitanien. Sie gehört zum Arrondissement Figeac und zum Kanton Figeac-2.
Nachbargemeinden sind Sainte-Colombe im Nordwesten, Sabadel-Latronquière im Norden, Saint-Cirgues im Osten, Linac im Südosten, Viazac im Süden, Saint-Perdoux im Südwesten und Cardaillac im Westen.

## Bevölkerungsentwicklung

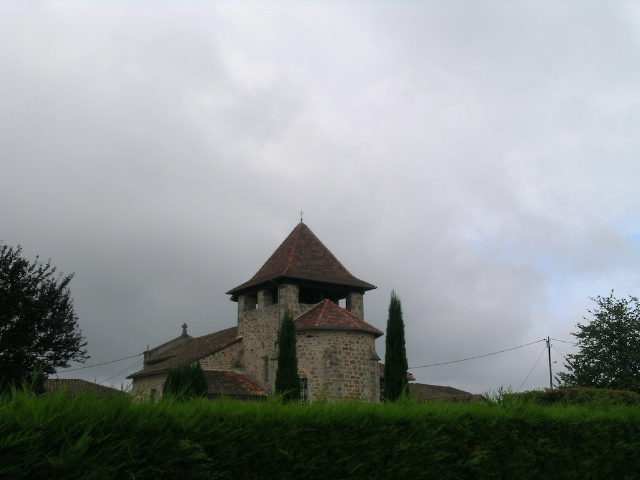
Himmelfahrts-Kirche in Prendeignes

| Jahr      | 1962 | 1968 | 1979 | 1982 | 1990 | 1999 | 2008 | 2018 |
| --------- | ---- | ---- | ---- | ---- | ---- | ---- | ---- | ---- |
| Einwohner | 278  | 263  | 223  | 230  | 206  | 201  | 209  | 230  |